# Mentone, Kalifornien
Mentone är en ort (CDP) i San Bernardino County, i delstaten Kalifornien, USA. Enligt United States Census Bureau har orten en folkmängd på 8 720 invånare (2010) och en landarea på 16,1 km².